# Zaire i olympiska sommarspelen 1992
Zaire deltog i de olympiska sommarspelen 1992 med en trupp bestående av 20 deltagare, men ingen av landets deltagare erövrade någon medalj.

## Boxning
Mellanvikt
- Mohamed Siluvangi
  - Första omgången — Bye
  - Andra omgången — Förlorade mot Chris Johnson, RSCH-3 (02:39)

## Friidrott
Herrarnas 5 000 meter
- Mwenze Kalombo
  - Heat — startade inte (→ gick inte vidare, 62:e plats)

Herrarnas 4 x 400 meter stafett
- Ilunga Kafila, Luasa Batungile, Kaleka Mutoke och Shintu Kibambe
  - Heat — 3:21,91 (→ gick inte vidare, 21:e plats)

Herrarnas maraton
- Mwenze Kalombo — 2:23,47 (→ 50:e plats)

Damernas maraton
- Bakombo Kungu — 3:29,10 (→ 37:e plats)